# Сицилиански език
Сицилианският език е език от романския клон на индоевропейските езици.
На сицилиански език и неговите диалекти се говори на остров Сицилия, в южна Калабрия, в южните части на Апулия, а също и в Кампания. В резултат на продължилото повече от столетие мюсюлманско управление (965 – 1072) има леко влияние от арабския език. Освен в Южна Италия, на сицилиански език се говори и в страните, където има големи общности от сицилиански емигранти – САЩ, Канада, Австралия, Бразилия и Аржентина.
Сицилианският език не е признат за официален език в Италия, включително и в самата Сицилия. В Палермо има Център за изследване на сицилианските филология и езикознание (Centro di studi filologici e linguistici siciliani), който се занимава с изследване на сицилианския език и публикува информация за състоянието на езика от създаването си през 1951 г..
Сицилианският език е официално признат в муниципалните статути на редица италиански общини, като Калтаджироне и Грамикеле, в които е провъзгласено „важното историческо и културно значение на сицилианския език“.  Освен това съгласно Европейската харта за регионалните езици, сицилианският език подлежи на защита и помощ за развитието му. Впрочем, до юни 2011 г. италианският парламент все още не е ратифицирал хартата. 